# Bitka na Kosovu polju
Bitka na Kosovu polju vodila se 15. lipnja 1389. godine između Srbije potpomognute značajnim bosanskim, hrvatskim i albanskim snagama protiv Osmanskog Carstva, na Kosovu polju oko 5 kilometara sjeverozapadno od Prištine.

## Uvod
Nakon pada Sofije u Bugarskoj (1382.) i Niša u Srbiji (1386.) Osmanlijama su se otvorila vrata za Srbiju. Lazar je pomoću hrvatske vojske 1387. godine razbio Osmanlije kod Pločnika na rijeci Toplici, ali ta kao i ona hrvatska pobjeda kod Bileće (1388.) razjarila je sultana Murata I. Prvi na udaru bio je knez Lazar. Izmirivši se sa Žigmundom, hrvatsko-ugarskim kraljem tražio je knez Lazar i pomoć Tvrtka, kralja u Bosni. Tvrtko mu je poslao, prema nekim izvorima, 20.000 vojnika pod vodstvom vojvode Vlatka Vukovića. Vojsci bosanskog kralja su se pridružili hrvatski križari pod vodstvom bana Ivana Paližne. Na kršćanskoj strani saveznika su sudjelovali i odredi Bugara, Vlaha i Čeha. Ugarska i Poljska su također poslale pojačanja balkanskim saveznicima.

## Bitka i njezine posljedice
Bitka se odigrala 15. lipnja 1389., na Vidovdan. U osmanskoj vojsci je sultan Murat I. upravljao središnjim dijelom vojske dok su krilima upravljali njegovi sinovi Jakub i Bajazid. Tijek bitke i danas je nejasan; prema jedinim izvorima iz prve ruke – onih s bosanskog dvora Tvrtka I. kršćani su odnijeli pobjedu; međutim se zna da su Srbi ubrzo nakon bitke plaćali sultanu danak, iz čega moramo zaključiti da je posrijedi u najboljem slučaju Pirova pobjeda. U bitci je poginuo osmanski sultan Murat I.; legenda pripovijeda da ga je ubio srpski junak Miloš Obilić.
Također je u bitci poginuo srpski knez (i vladar pretežnog dijela Srbije) Lazar Hrebeljanović; Njegova udovica Milica i malodobni sin Stefan su ubrzo nakon bitke sklopili mir s Osmanlijama, priznajući vrhovnu vlast sultana i obvezavši se na plaćanje danka; srpske postrojbe su se potome borile na osmanskoj strani protiv kršćana u bitkama na Rovinama (1395.) i kod Nikopolja (1396.), te u bitci s Mongolima kod Ankare (Angore) (1402. god.). Vidjevši u rasulu koji je u Turskoj nastao poslije što su Mongoli teško porazili Osmanlije 1402. godine, priliku da se otrgne od podložnosti muslimanskim vladarima, Stefan Lazarević 1402. godine raskida vezu s Osmanlijama, postavši - s titulom despota, kakvu je u to vrijeme koristio i poluneovisni Mihael I. Komnen Duka u Epirskoj Despotovini - vazal ugarsko-hrvatskom kralju Žigmundu Luksemburškom, čiju je vojsku ranije 1396. godine bio pomogao poraziti u bitci kod Nikopolja. 
Srbija će od Žigmunda kod uspostave vazalnog odnosa primiti po prvi put vlast nad Mačvom i Beogradom i zabilježiti kratko vrijeme prosperiteta, makar je izgubila područja u Makedoniji. Kralj Žigmund 1411. god. će nakon rata s Bosnom uzeti Srebrenicu Bosni i dati je svojem vazalu Srpskoj Despotovini: kako su ondje bili rudnici srebra, tim je potezom Žigmund u isto vrijeme oslabio Bosnu koja je imala jake pretenzije prema područjima Hrvatske, te ojačao Srbiju u kojoj se od turske opasnosti branilo teritorij same Ugarske. Nakon rata s Turcima 1428. godine mora sada opet umanjena Srbija vratiti Beograd Ugarskoj, a sama plaća danak Osmanlijama; veliki napori da se odupre moćnom muslimanskom susjedu kojem se moralo plaćati veliki danak (e da Turci ne bi puštali svoje čete da posve nesmiljeno pljačkaju i porobljavaju po Srbiji) - tako i gradnja Smedereva na samoj sjevernoj granici Srbije uz Dunav pomoću prisilnog rada - osigurali su opstanak Srpske Despotovine (kao ugarskog vazala) tek na neko vrijeme. Nakon što su 1439. godine Turci uzeli Srbima Srebrenicu, Smederevo je (na samoj granici Srbije s Mađarskom, dakle) uz mađarsku pomoć obranjeno od turskih opsada 1440., 1453. i 1456. godine; svaki puta nakon teških ratova u kojima je Srbija pljačkana, paljena i porobljavana. Posve oslabljena Despotovina predala se Turcima 1459. godine - 70 godina nakon Bitke na Kosovu polju.

## Galerija
- Freska Kosovske bitke u crkvi Lazarici, na Zvjezdari u Beogradu
- Josip Horvat Međimurec: Dolazak Hrvata na Kosovo (1930.)